# Gmina Smołdzino
Die Gmina Smołdzino ist eine Landgemeinde im Powiat Słupski der Woiwodschaft Pommern in Polen. Sie hat eine Fläche von 257,2 km² und etwa 3400 Einwohner. Ihr Sitz ist das gleichnamige Dorf (deutsch: Schmolsin, kaschubisch: Smôłdzëno).

## Geographie
Die Landgemeinde liegt in Hinterpommern, etwa 25 Straßenkilometer von Słupsk (Stolp) und Ustka (Stolpmünde) entfernt. Ihr Gebiet befindet sich zwischen dem Jezioro Gardno (Garder See) und dem Jezioro Łebsko (Leba-See). Der Slowinzische Nationalpark ist nicht weit von Smołdzino entfernt.

## Gliederung
Die Landgemeinde Smołdzino besteht aus 16 Dörfer mit Schulzenämtern, denen sieben weitere Ortschaften angegliedert sind:
Schulzenämter
| - Bukowa (Buchenstein) - Człuchy (Schlochow) - Czysta (Wittbeck) - Gardna Mała (Klein Garde) - Gardna Wielka (Groß Garde) - Kluki (Klucken) - Komnino (Kuhnhof) - Łokciowe (Lochzen) | - Retowo (Rotten) - Siecie (Zietzen) - Smołdzino (Schmolsin) - Smołdziński Las (Holzkathen) - Stojcino (Stohentin) - Wierzchocino (Virchenzin) - Witkowo (Vietkow) - Żelazo (Selesen) |

Weitere Ortschaften
| - Boleniec (Bollenz) - Czołpino (Scholpin) - Łódki - Przybynin (Brenkenhofsthal) | - Siedliszcze (Zedlerkaten) - Stare Kluki (Alt Klucken) - Wysoka (Wittstock) |